# Microregione di Alagoana do Sertão do São Francisco
Alagoana do Sertão do São Francisco è una microregione dello Stato dell'Alagoas in Brasile, appartenente alla mesoregione di Sertão Alagoano.

## Comuni
Comprende 3 comuni:
- Delmiro Gouveia
- Olho d'Água do Casado
- Piranhas